# ワイズポリシー
ワイズポリシーは、かつて存在した日本の映画会社。

## 概要
1997年にシネマパリジャンの社名で創設された。2004年よりワイズポリシーに社名変更。
主にミニシアター系作品を配給し、『ドライ・クリーニング』『橋の上の娘』『ディナーラッシュ』などをヒットさせた後、2004年に現ワイズポリシーに社名を変更した。他に『ブロークバック・マウンテン』『バッドサンタ』『リチャード・ニクソン暗殺を企てた男』『Dearフランキー』『上海の伯爵夫人』『タロットカード殺人事件』『ラスト、コーション』などの配給を手掛けている。
また『歓楽通り』『列車に乗った男』『Bridget/ブリジット』などの国外との共同製作作品もあり、2006年には芥川賞作家吉田修一が自身の著作を初めて脚色・監督した『Water』を単独製作した。
また、ワイズポリシー＋という輸入会社を設立した。
しかし、約6億2200万円の負債を抱え、2009年4月に破産手続き開始となり、12年の歴史に幕を下ろした。

## 沿革
- 1997年4月1日 - 創設
- 2004年 - ワイズポリシーに社名変更
- 2009年4月22日 - 破産手続き開始

## 配給作品
1998年から2003年まではシネマパリジャン名義。
- 1998年
  - 川のうつろい
  - ドライ・クリーニング
  - ピガール
  - ハーフ・ア・チャンス
- 1999年
  - 奥サマは魔女
  - シューティング・スター
  - 橋の上の娘
- 2000年
  - ニコラ
  - クリクリのいた夏
  - 夢だと云って
- 2001年
  - ファストフード・ファストウーマン
  - しあわせ
  - キルミー・レイター
  - フェリックスとローラ
  - イースト/ウエスト 遙かなる祖国
- 2002年
  - 金色の嘘
  - 裸のマハ
  - チェルシーホテル
  - ディナーラッシュ
  - マドモワゼル
- 2003年
  - 歓楽通り
  - レセ・パセ 自由への通行許可証
  - ぼくの妻はシャルロット・ゲンズブール
  - 再見 また逢う日まで
- 2004年
  - パーティ★モンスター
  - 列車に乗った男
  - LIVE FOREVER リヴ・フォーエヴァー
  - プリンセス&プリンセス
  - ピエロの赤い鼻
  - ユートピア
  - バッドサンタ
- 2005年
  - フェーンチャン ぼくの恋人
  - Bridget/ブリジット
  - リチャード・ニクソン暗殺を企てた男
  - オーギュスタン 恋々風塵
  - Dearフランキー
  - 殴者
  - Jの悲劇
  - ディア・ウェンディ
  - 恍惚
  - ジョージ・マイケル 素顔の告白
  - TABOO（英語版）
- 2006年
  - マシュー・バーニー/拘束のドローイング9
  - ブロークバック・マウンテン
  - 親密すぎるうちあけ話
  - フーリガン
  - ブラウン夫人のひめごと
  - この胸のときめきを
  - ありふれた愛のおはなし
  - 上海の伯爵夫人
- 2007年
  - Water
  - BRICK ブリック
  - スケッチ・オブ・フランク・ゲーリー
  - マラノーチェ
  - THIS IS BOSSA NOVA ディス・イズ・ボサノヴァ
  - チャーリーとパパの飛行機
  - キャンディ
  - タロットカード殺人事件
- 2008年
  - ラスト、コーション
  - ぼくの大切なともだち
  - 画家と庭師とカンパーニュ
  - チャーリー・バートレットの男子トイレ相談室

## 参照
1. ↑  （株）ワイズポリシー | 倒産速報 | 最新記事 | 東京商工リサーチ